# 波兰步枪队
波兰步枪队（波蘭語：Polskie Drużyny Strzeleckie）是一个支持波蘭独立的波兰准军事组织，于1911年在奥匈帝国佔領下的波兰成立。至1914年，波兰步枪队已拥有6000名成员，他们中的大部分成员都在第一次世界大战期间加入了约瑟夫·毕苏斯基的波蘭軍團，波蘭步槍隊也併入波蘭軍團。